# Raadshoovenia
Raadshoovenia es un género de foraminífero bentónico de la subfamilia Rhapydionininae, de la familia Rhapydioninidae, de la superfamilia Alveolinoidea, del suborden Miliolina y del orden Miliolida. Su especie tipo es Raadshoovenia guatemalensis. Su rango cronoestratigráfico abarca el Campaniense (Cretácico superior).

## Clasificación
Raadshoovenia incluye a las siguientes especies:
- Raadshoovenia guatemalensis †
- Raadshoovenia salentina †